# Yoo Young-jin
Yoo Young-jin (유영진?; Gochang, 10 aprile 1971) è un cantante, compositore e produttore discografico sudcoreano dell'etichetta discografica SM Entertainment.
Yoo ha scritto canzoni per diversi artisti K-pop, tra i quali figurano HOT, SES, BoA, Shinhwa, TVXQ, Super Junior e Girls' Generation.

## Biografia
Nato a Jeonju, Corea del Sud, il 10 aprile 1971, Yoo Young-jin ha due fratelli e due sorelle minori. Si è diplomato alla scuola superiore Jeonju High School.
Yoo ha dato avvio alla propria carriera come cantante nel 1999, pubblicando l'album di debutto Agape, però, solo nel 2001. L'album contiene 15 tracce, e vi figurano delle canzoni in collaborazione con altri artisti della stessa etichetta.